# Sheraton Hotels & Resorts

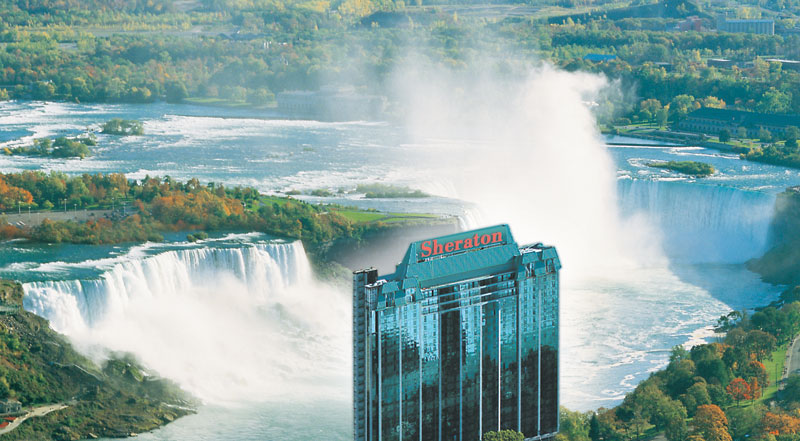
Niagara Falls Sheraton Hotel, nas Cataratas do Niágara

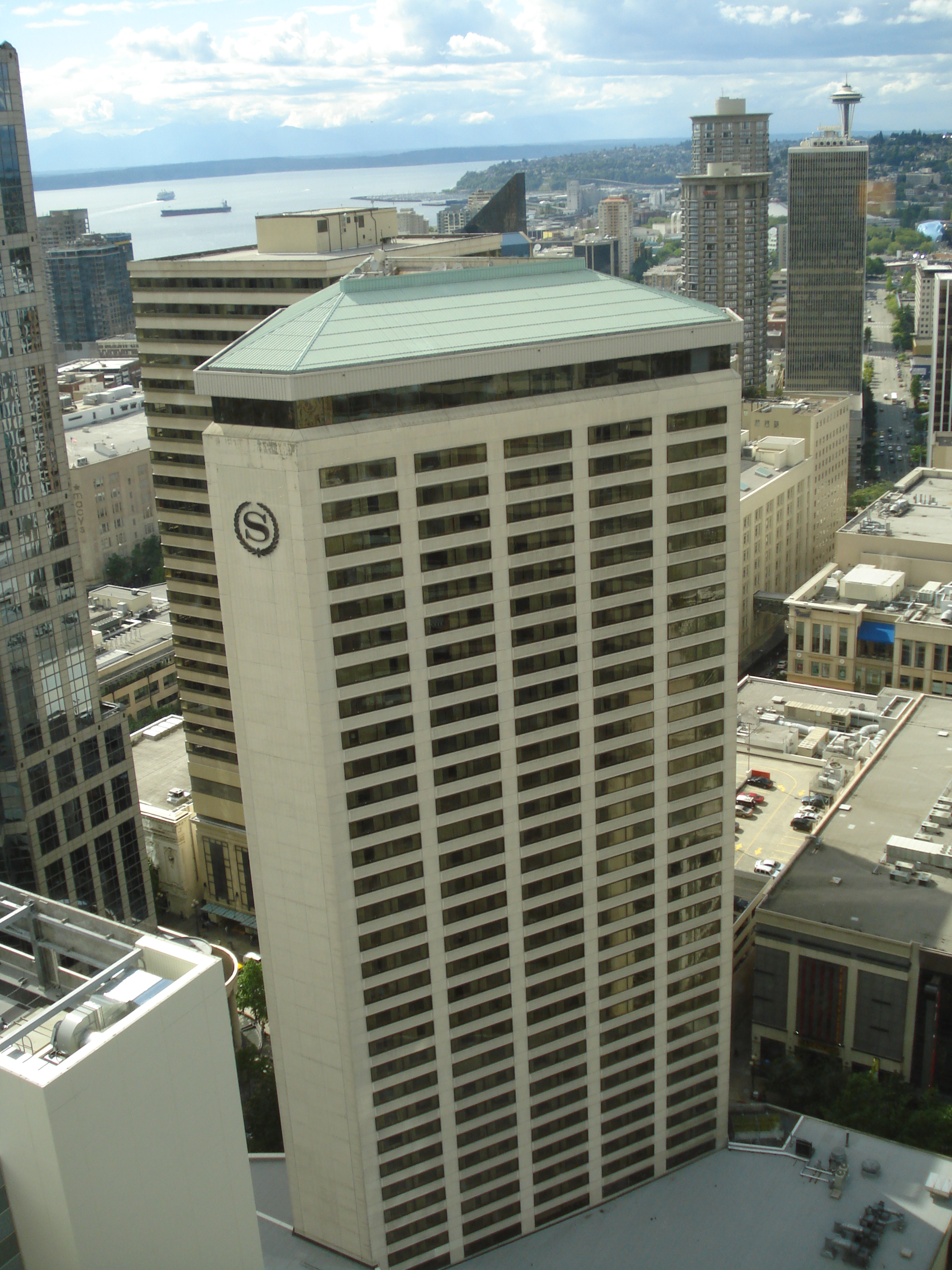
Um hotel Sheraton em Seattle, Estados Unidos

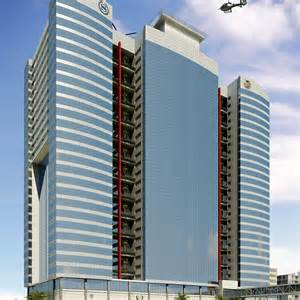
Hotel Sheraton, junto ao conglomerado comercial Praiamar Corporate, pertencente ao Grupo Mendes, na cidade de Santos.

Sheraton é a maior e a segunda mais antiga cadeia de hotéis do mundo e pertence à Starwood Hotels & Resorts Worldwide.

## História
Sheraton formou-se em 1937 quando os empresários Ernest Henderson e Robert Lowell Moore compraram os Hotel Stonehaven em Springfield, Massachusetts.
Rapidamente expandiram a sua empresa ao longo de todo o Estados Unidos da América. Tal foi o crescimento que em 1945 converteu-se na primeira cadeia de hotéis a contabilizar na Bolsa de Nova Iorque.
Sheraton expandandiu-se internacionalmente em 1949, com a compra das duas cadeias hoteleiras canadianas. Na década de 60, abriram os primeiros hotéis Sheraton na América Latina e no Médio Oriente. Em 1965, Sheraton abriu o seu centésimo hotel. Em 1968, a companhia internacional ITT comprou a cadeia hoteleira e mudou de nome para Companhia ITT Sheraton.
Em 1998, Sheraton e as suas subdivisões Four Points by Sheraton, St. Regis y The Luxury Collection foram adquiridas pela Starwood Hotels & Resorts.
No Brasil os hotéis Sheraton estão presentes em cidades como Curitiba, Porto Alegre, Vitória, Recife, Rio de Janeiro, Salvador, São Paulo e Santos.
Em 2009, a unidade paulista do hotel, Sheraton São Paulo WTC Hotel, passou a sediar as gravações do reality show O Aprendiz, exibido pela Rede Record.
Em 2016, a rede Marriott adquirou a rede Starwood e agora os hotéis Sheraton fazem parte do portfolio Marriott Bonvoy.